# Кардаха
Карда́ха (араб. القَرْدَاحَة / ALA-LC: Qardāḥah) — місто на північному заході Сирії, в горах над прибережним містом Латакія. Серед сусідніх населених пунктів — Кільмахо на заході, Бустан аль-Баша на південному заході, Харф аль-Мусайтірах на південному сході та Музейраа на півночі. За даними Сирійського центрального статистичного бюро, у 2004 році населення Кардахи становило 8671 чоловік.
Розташований на північному заході Сирії на схилах Джебель-Ансарія в Латакія (мухафаза), в 30 км на схід від її адміністративного центру міста Латакія. Є адміністративним центром району Ель-Кардаха та однойменної нахії.
Чисельність населення 2004 року становила 8671 мешканців
Під час Громадянської війни в Сирії місто багаторазово потрапляло під обстріли терористів з мінометів і реактивних систем, що спричиняло жертви серед мирного населення. У місті розташований мавзолей Хафеза Асада та Басіля Асада.
Найближчий аеропорт знаходиться за 14 кілометрів на південь від міста — Міжнародний аеропорт імені Басіля Аль-Асада.